# Spáleniště

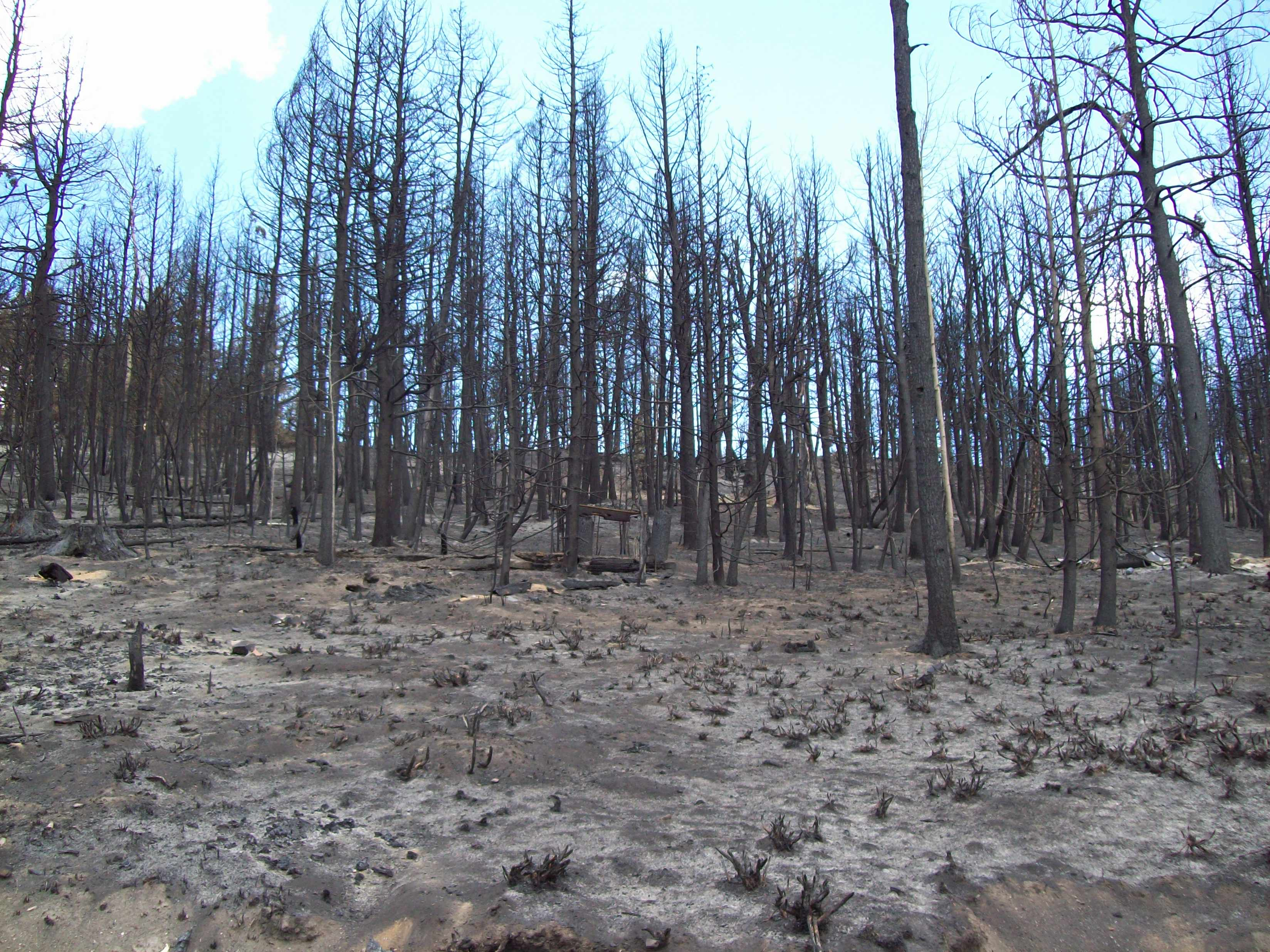
Spáleniště v Bad Land Cliffs

Spáleniště je místo, kde hořelo dřevo nebo jiné organické látky. Během toho došlo k obohacení půdy popelem a zplodinami hoření (zbytky zuhelnatělého dřeva, dehet aj.) Tento proces způsobuje změny chemismu substrátu, které vytvářejí prostor pro tzv. anthrakofilní druhy organismů.

## Historie
V řádu hašení ohně vydaném císařem Josefem II. bylo nařízeno, že „K spáleništi mají se zvláštní strážní ustanoviti, kteří pozor dají, aby skrze skryté jiskry oheň zase neobživil, a znova hořeti nepočalo.“

## Přirozená spáleniště

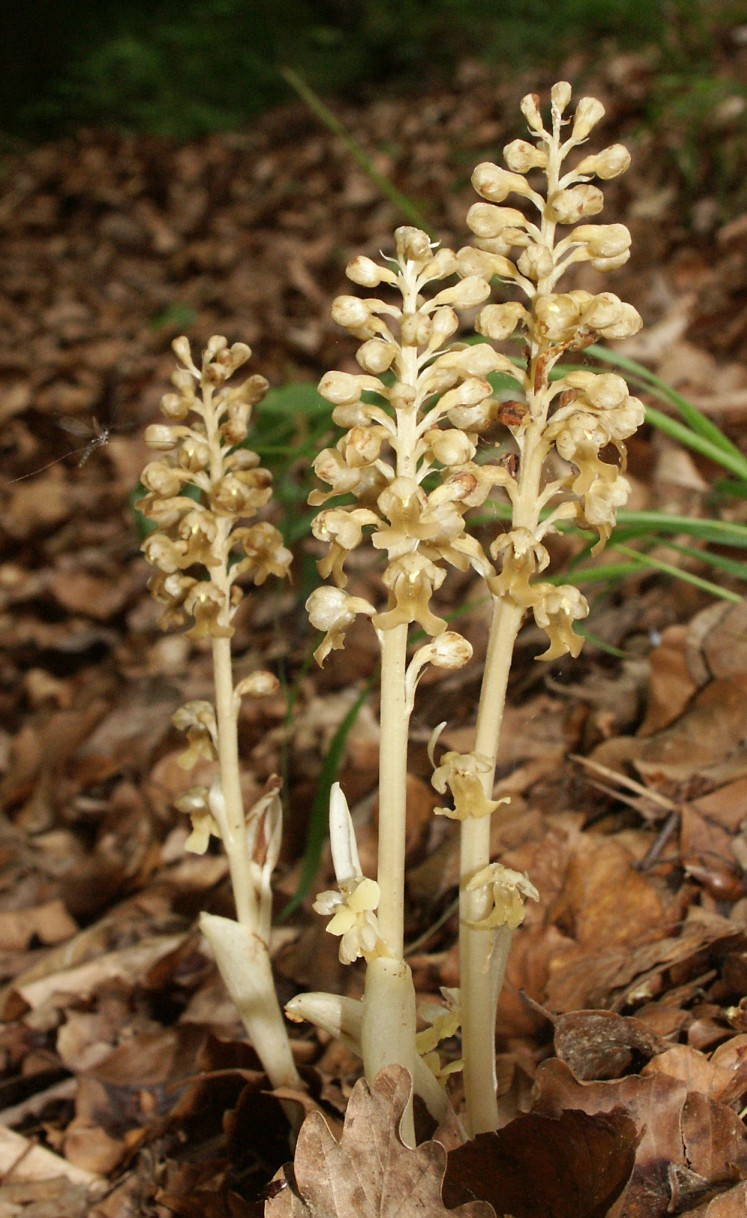
Díky hluboce uložené hlíze přežívá hlístník hnízdák požáry a vyrůstá i na spáleništích

Nejrozsáhlejší přirozená spáleniště vznikají po lesních požárech, v menší míře po požárech vřesovišť nebo na vyschlých rašeliništích. Ve střední Evropě jsou v současnosti přírodní události o takovém rozsahu spíše řídké. Z hlediska stanovištních nároků organismů je nahrazují stará ohniště po lesních dělnících a turistech.
Lesní požáry zničí nejen makrovegetaci, ale mají vliv i na mikrovegetaci v půdě. Přesto není půda prohřáta do velké hloubky; při teplotě 600 °C těsně nad povrchem půdy dosahuje teplota 1 centimetr pod povrchem pouze kolem 80 °C. Protože se kořeny řady rostlin a podhoubí mnohých hub nacházejí hlouběji, může řada organismů požár přežít (typickým zástupcem pokračujícím v růstu po požáru je rostlina hlístník hnízdák) a změny ve skladbě vegetace, která se následně na spáleništi objeví, jsou především důsledkem chemických změn v substrátu.

## Biotop

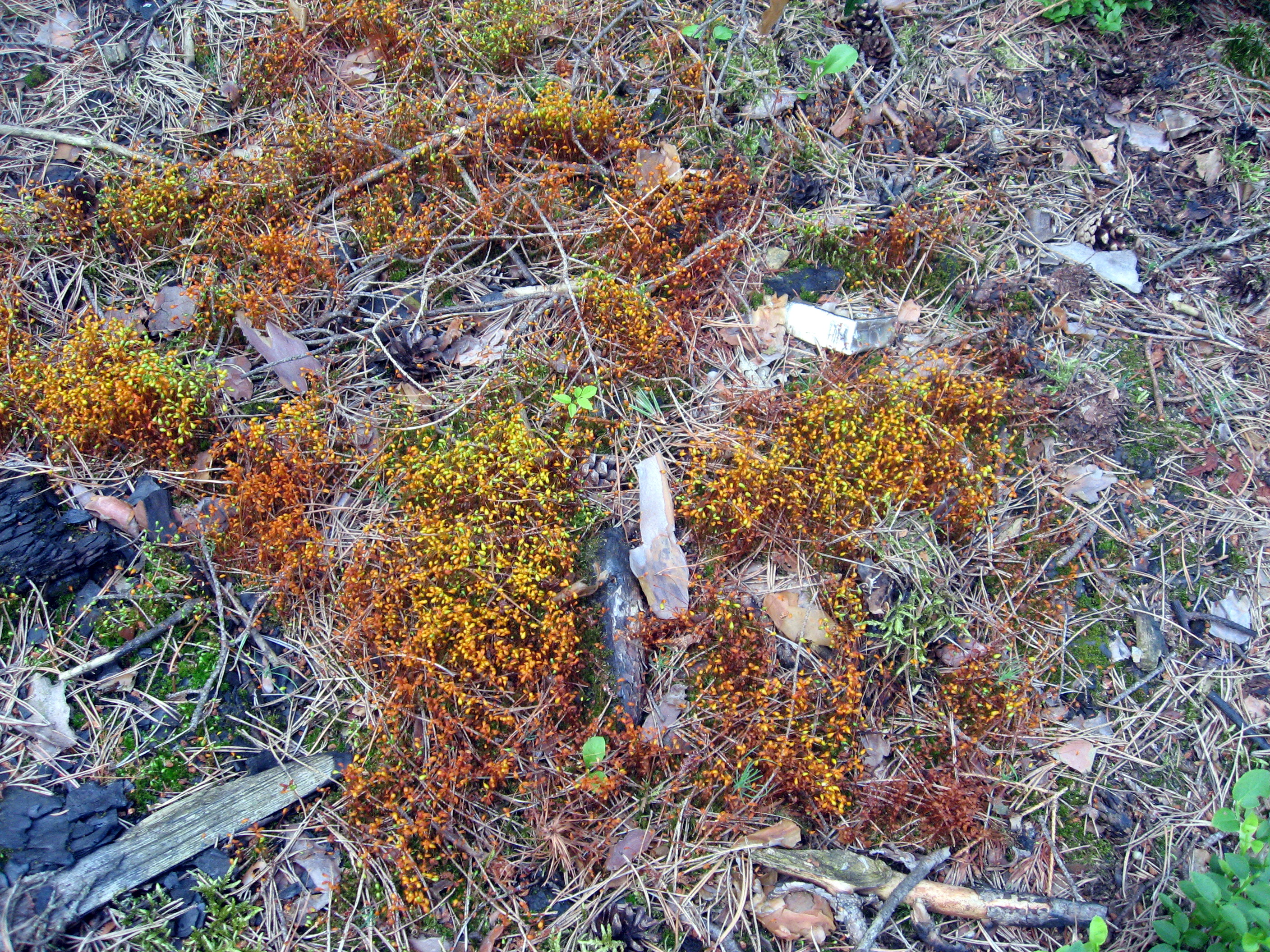
Zkrutek vláhojevný se na spáleništích začíná objevovat v řádu měsíců od požáru

Na spáleništích se za určitou dobu po dohoření začínají objevovat tzv. anthrakofilní organismy neboli anthrakobionti. Růst těchto organismů, které mají obvykle specifické stanovištní nároky, bývá podpořen zprvu změnou chemismu (dochází k neutralizaci huminových kyselin vlivem alkalických popelovin) a následně obohacením dusíkem (činnost nitrifikačních bakterií je podpořena alkalickou půdní reakcí). Spáleniště je proto příhodné pro organismy preferující alkalickou půdní reakci (např. některé kalcifyty) a později nitrofilní druhy.
Proces sukcese spáleniště rozdělil M. Moser do čtyř kategorií:
1. První měsíce po požáru – zprvu bez vegetace, po měsíci se mohou objevovat řasy, především Coccomyxa a první terčoplodé houby.
2. Druhé stadium – nastupuje mech zkrutek vláhojevný (Funaria hygrometrica) a játrovka porostnice mnohotvárná (Marchantia polymorpha). Rozšiřuje se spektrum anthrakofilních hub, především askomycetů.
3. Třetí stadium – mech prutník stříbřitý (Bryum argenteum), případně další druhy téhož rodu, dále rohozub nachový (Ceratodon purpureus) a prutníček hruškovitý (Leptobryum pyriforme), obvykle 2–3 roky po požáru. Výrazněji se prosazují lupenaté anthrakofilní druhy hub.
4. Ve čtvrtém stadiu mizí mechy a anthrakofilní houby a nastupuje nitrofilní vegetace a anthrakoxenní mykoflóra.

### Flóra
K nástupu nitrofilních rostlin dochází obvykle po 2–3 letech od požáru. Objevuje se například vrbka úzkolistá (Epilobium angustifolium), ostružiník maliník (Rubus idaeus), divizna malokvětá (Verbascum thapsus).

### Mykoflóra

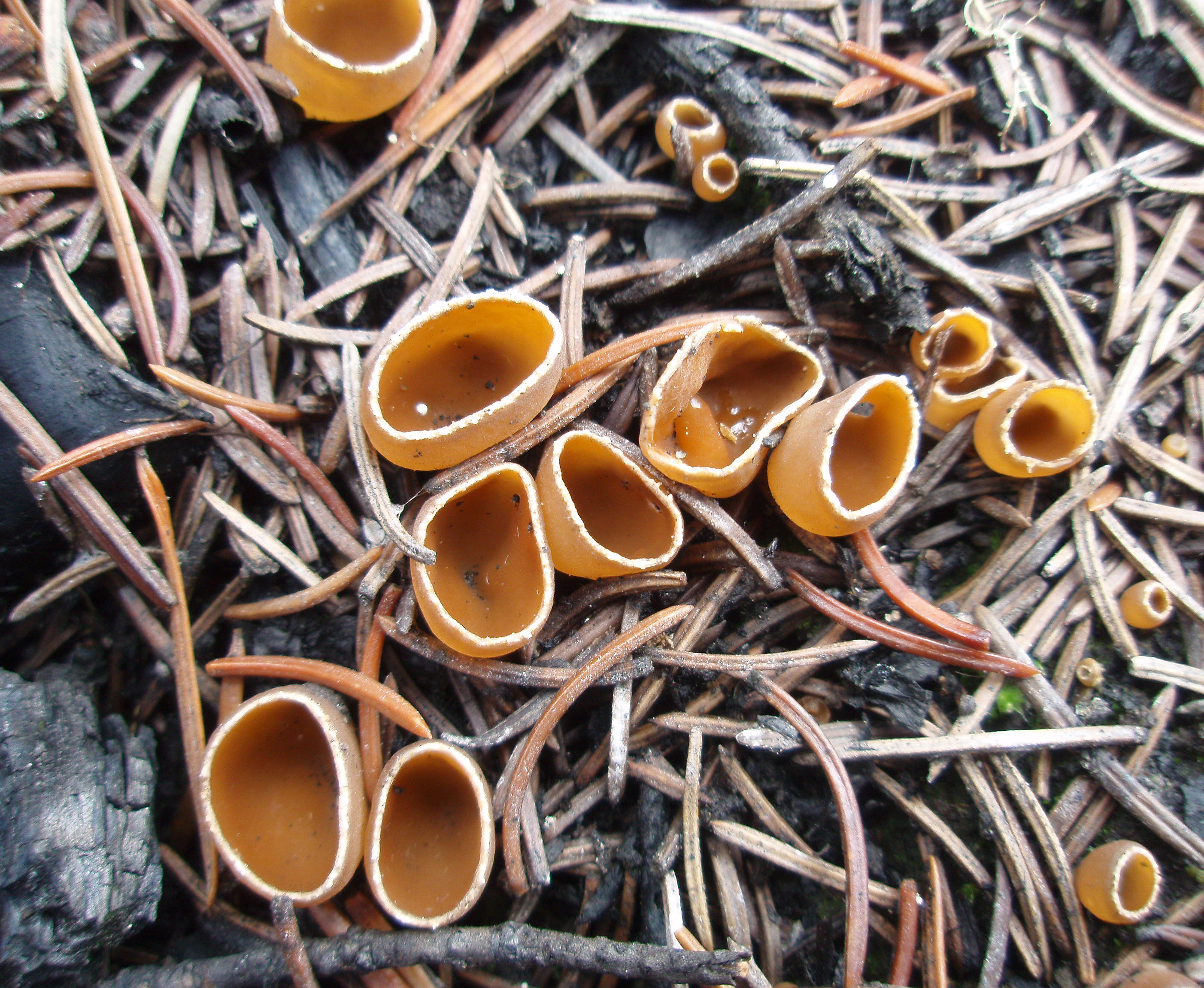
Zvoneček uhelný patří k nejrozšířenějším spáleništním askomycetům

Moser rozdělil houby do čtyř skupin podle jejich vztahu ke spáleništím:
1. Anthrakobionta – druhy, které fruktifikují pouze na spáleništích. Např. zvoneček uhelný (Geopyxis carbonaria).
2. Anthrakofilní houby – druhy, které rostou s oblibou spáleništích. Např. řasnatka uhelná (Peziza echinospora).
3. Anthrakoxenní houby – druhy, které mimo spáleniště prosperují lépe. Může jít o dřevní houby, jejichž podhoubí požár zcela nezničil, takže na spáleništi po určité době rostou dále, i když v menší míře. Např. outkovka chlupatá (Trametes hirsuta).
4. Anthrakofobní houby – druhy, které spáleniště nesnášejí. To mohou být ektomykorhizní druhy, které při požáru ztratily mykorhizního partnera: ryzce (Lactarius), holubinky (Russula), nebo druhy, kterým substrát nevyhovuje, například špičky (Marasmius).